# 1954年臺灣
|        | 臺灣歷史 \| 台灣歷史年表 |
| 世纪： | 19世纪臺灣 \| 20世纪臺灣 \| 21世纪臺灣 |
| 年代： | 1920年代臺灣 \| 1930年代臺灣 \| 1940年代臺灣 \| 1950年代臺灣 \| 1960年代臺灣 \| 1970年代臺灣 \| 1980年代臺灣                                           |
| 年份： | 1949年臺灣 \| 1950年臺灣 \| 1951年臺灣 \| 1952年臺灣 \| 1953年臺灣 \| 1954年臺灣 \| 1955年臺灣 \| 1956年臺灣 \| 1957年臺灣 \| 1958年臺灣 \| 1959年臺灣 |
| 纪年： | 甲午年（马年）、中華民國43年 |

## 政府

### 國家正副元首

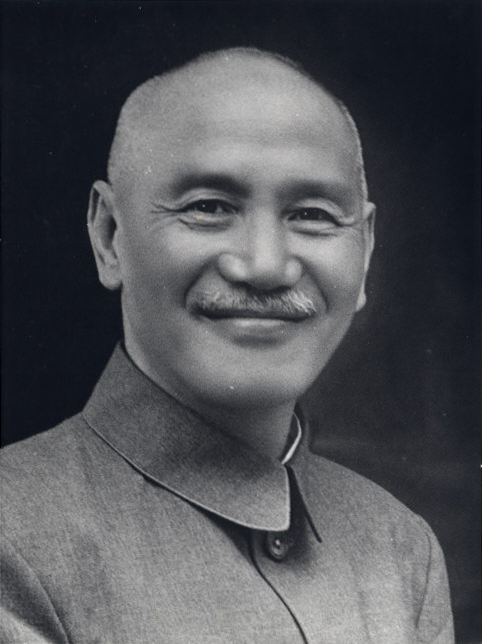
總統：蔣中正
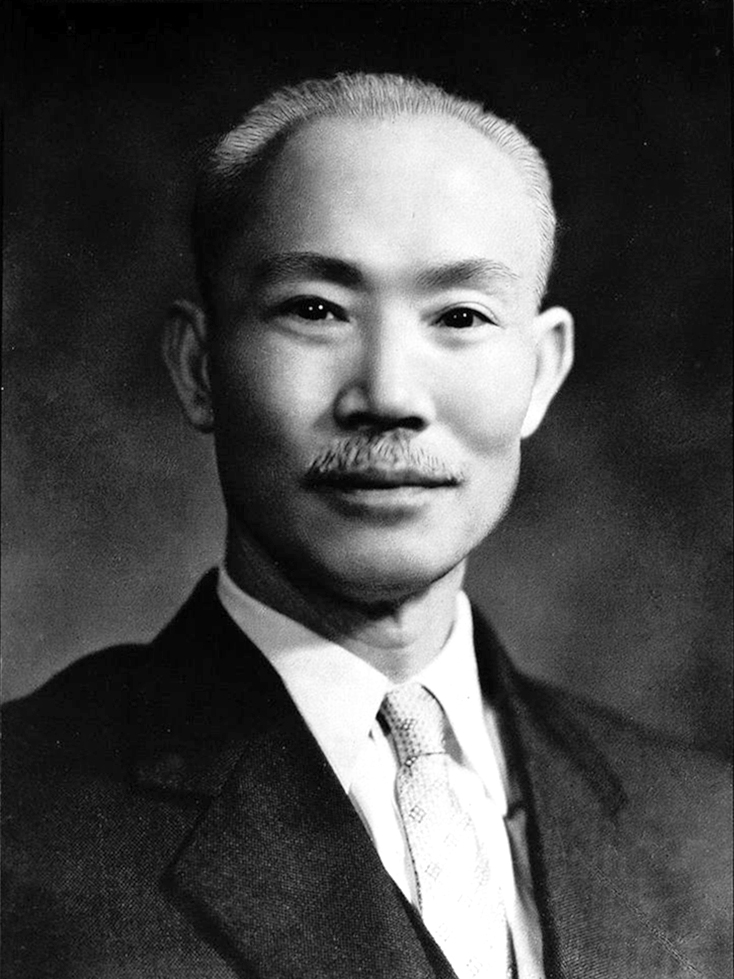
副總統：陳誠

### 五院首長

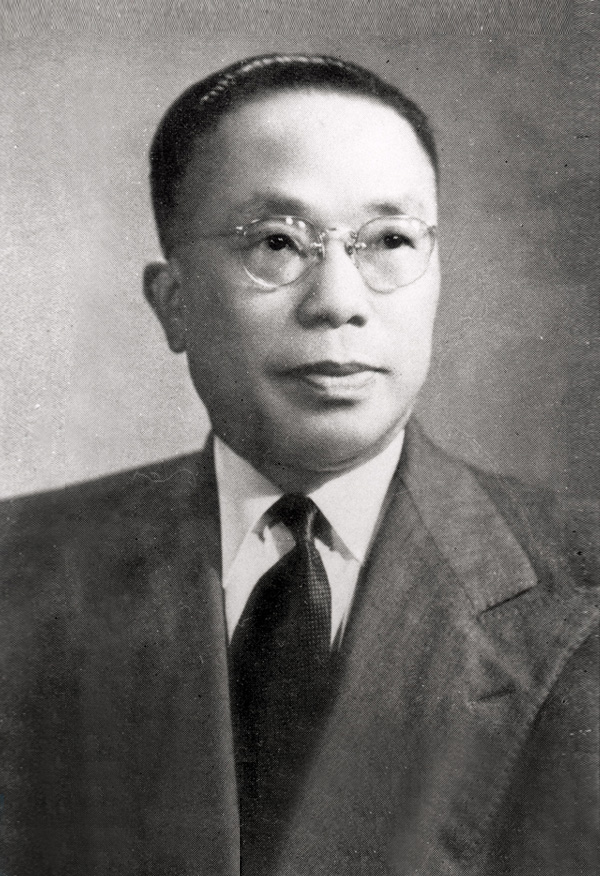
行政院院長：俞鴻鈞
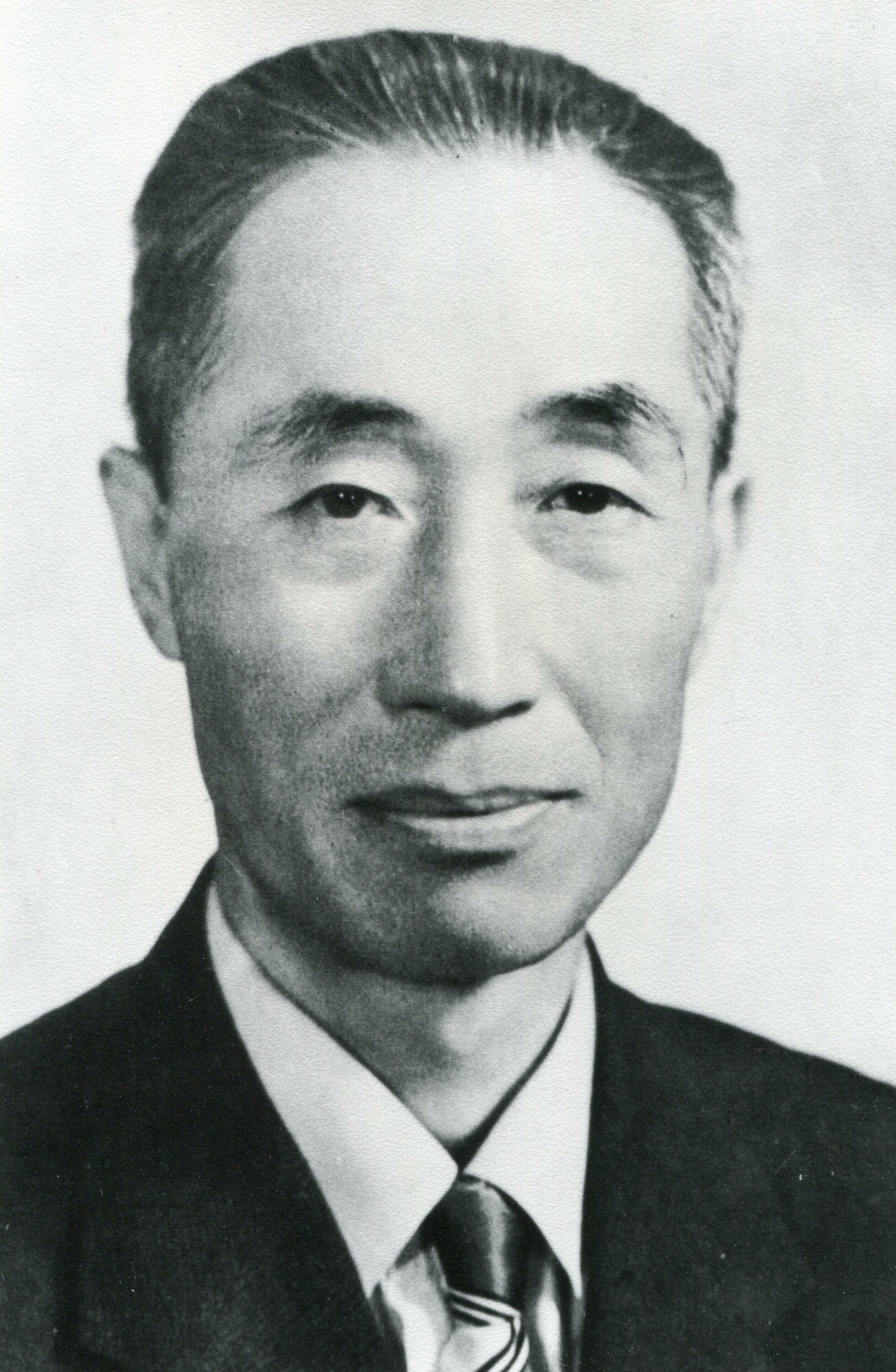
立法院院長：張道藩
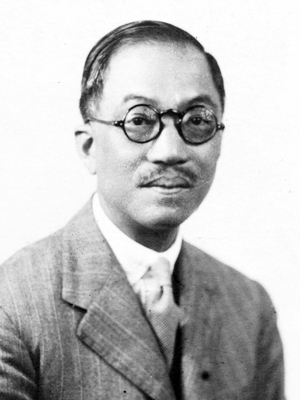
司法院院長：王寵惠
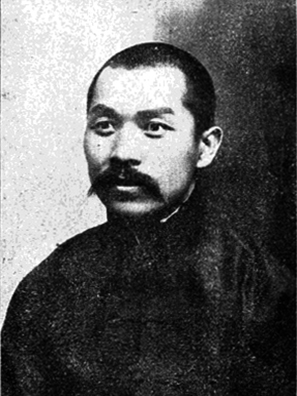
考試院院長：莫德惠
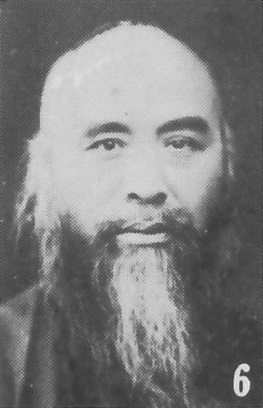
監察院院長：于右任

### 省政府主席

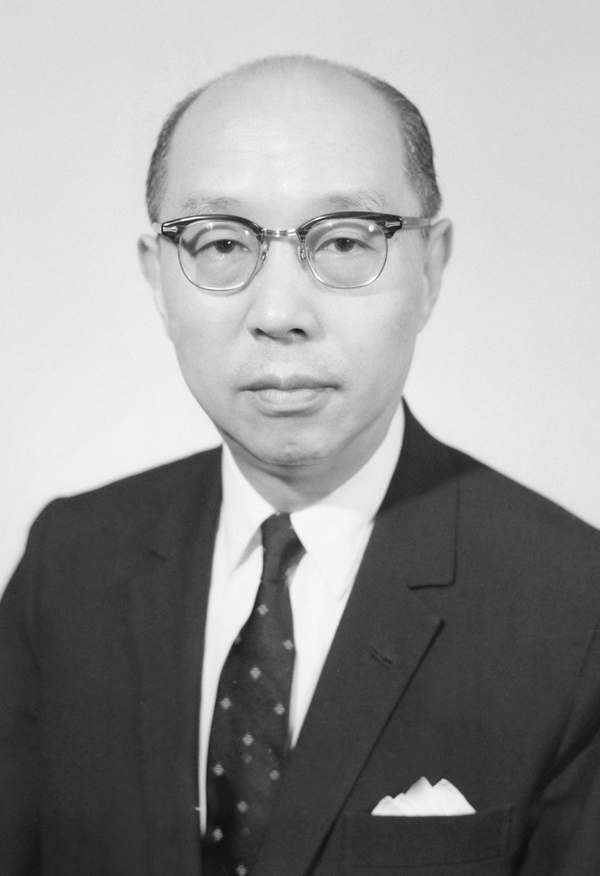
臺灣省政府主席：嚴家淦
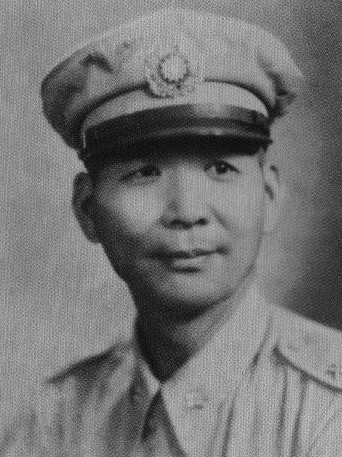
福建省政府主席：胡璉

### 成員變動

副總統：缺位
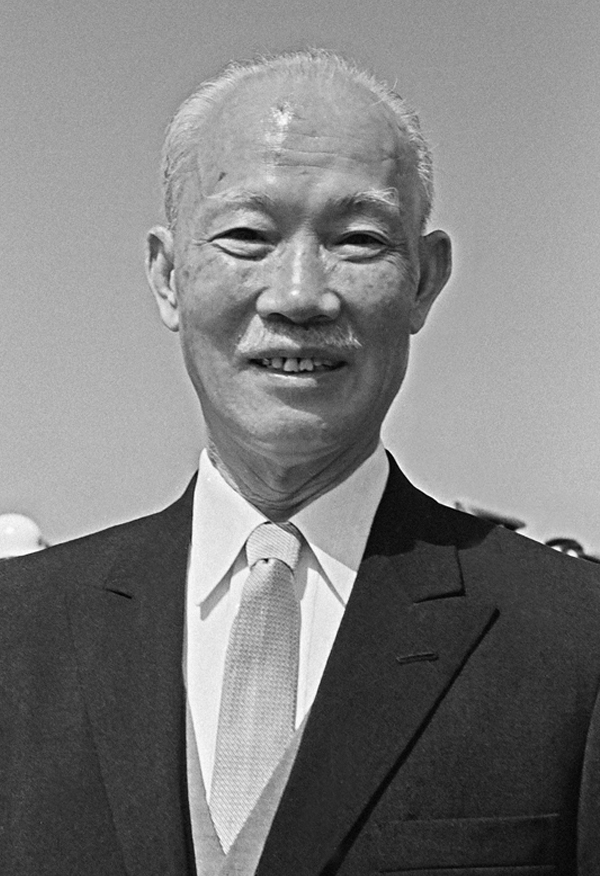
行政院院長：陳誠（轉任副總統）
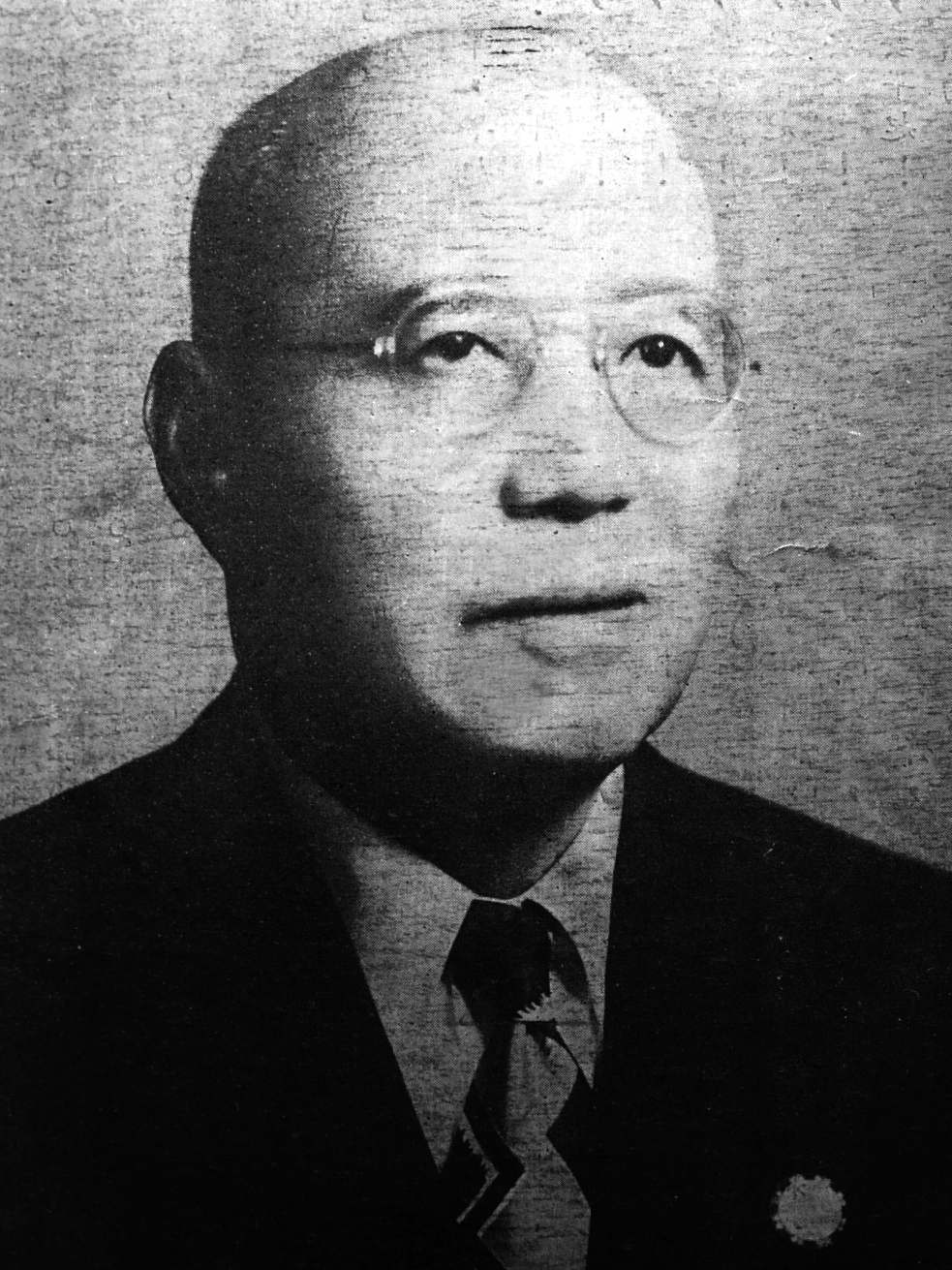
考試院院長：賈景德（轉任總統府資政）
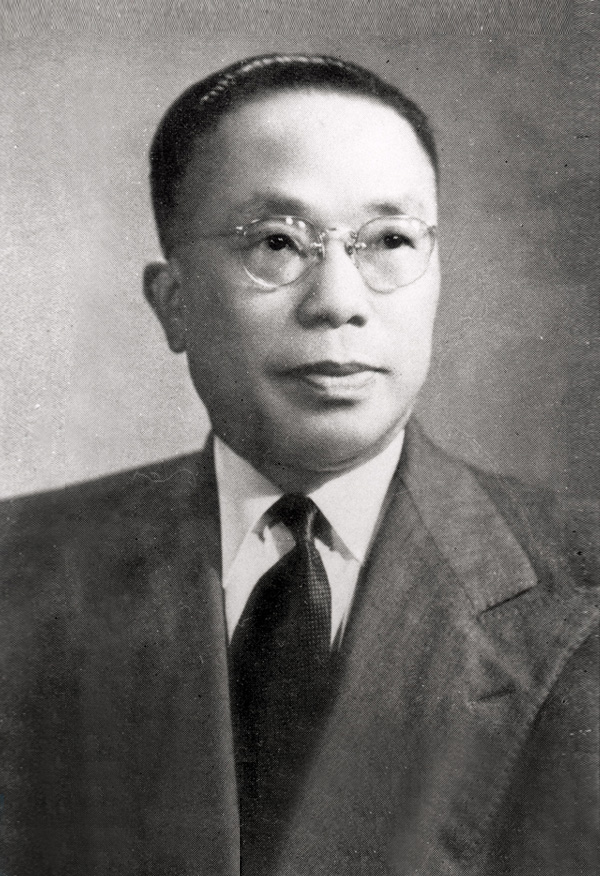
臺灣省政府主席：俞鴻鈞（轉任行政院院長）

## 大事記

### 1月
- 1月23日——14209名留韓反共義士投奔台灣[1]。蔣介石致電美國總統艾森豪申致謝意，並發表聲明：志願遣俘成功，證明民主國家獲得主動；中國大陸同胞倘獲機會，亦必將為自由奮鬥[1]:76。之後中華民國將該日訂為「一二三自由日」。

### 3月
- 3月10日——第一屆國民大會無記名投票，通過罷免副總統李宗仁。
- 3月22日——第二屆中華民國總統選舉在台北市中山堂舉行，是為中華民國政府遷台後首次總統選舉；第一屆國民大會經過二輪投票，由蔣介石連任總統，陳誠當選副總統。

### 4月
- 4月17日——白色恐怖：湯守仁、高一生、林瑞昌、汪清山、方義仲、高澤照等六人由臺北憲兵隊執行槍決，

### 5月
- 5月6日至5月10日——蒋介石自基隆港出发，巡视慰问浙江省大陈岛和南麂岛国军。[2]

### 6月
- 中華民國海軍於台灣海峽，截獲蘇俄油輪「陶甫斯」號[1]:78。

### 9月
- 美國國務卿杜勒斯訪問台灣，拜會蔣介石會談中美有關問題。[1]:78。
- 9月3日——中共開始炮擊金門，史稱九三海戰。

### 10月
- 10月31日——「山胞為慶祝總統華誕及象徵國家復興」，桃園縣角板鄉公所決議呈請縣府核准，改鄉名為「復興鄉」，同時亦將角板國民學校改稱介壽國民學校[3]。

### 11月
- 11月1日——行政院國軍退除役官兵輔導委員會設立。
- 11月14日——太平艦事件。

### 12月
- 12月3日——《中美共同防禦條約》於美國華盛頓正式簽字[1]:79。

## 出生
参见： 1954年出生
- 1月1日——蕭景田，政治人物。曾任彰化縣議員、立法委員。
- 1月2日——薛凌：政治人物。
- 1月3日——侯崇文：政治人物、社會學家，曾任嘉義市副市長、國立臺北大學校長、南榮科技大學代理校長。
- 1月4日——謝英俊：建築師。
- 1月5日——
  - 黃仁杼，政治人物。曾任桃園縣議員、立法委員。
  - 朱陸豪：演員、導演。
- 1月9日——林忠正：政治人物。
- 1月12日——林子儀：法學家。
- 1月13日——賀軍政：演員。
- 1月22日——
  - 釋惠敏：佛教弘法師。
  - 劉文慶：政治人物，曾任立法委員、台中市議員。
- 1月23日——
  - 吳釗燮，政治人物、外交官。曾任駐美代表、外交部部長。
  - 廖學廣，政治人物。曾任臺北縣議員、汐止鎮長、立法委員。
- 1月24日——蔡葉偉：政治人物，曾任新北市議員、淡水區區長。
- 1月25日——張有恆：政治人物、運輸學家，曾任民用航空局局長、飛航安全委員會主任委員。
- 2月6日——鄧學良：法學家。
- 2月8日——
  - 邱素蘭：會計師。
  - 楊泮池：醫學家。
- 2月10日——
  - 萬裕民：演員。
  - 林崑海：企業家。
- 2月11日——吳祥輝，作家。著有《拒絕聯考的小子》。
- 2月12日——楊澤：詩人。
- 2月18日——
  - 李光華：化學家。
  - 陳儀深：政治學家、歷史學家，曾任國史館館長。
- 2月20日——林在培：演員。
- 2月28日——童瑞陽：企業家，現任通陽公司董事長，曾任國際獅子會台灣總會議長。
- 3月1日——莊啟旺：政治人物，曾任高雄市議長、高雄市議員、苓雅區博仁里里長。
- 3月8日——張天欽：政治人物、律師，曾任大陸委員會副主任委員。
- 3月10日——
  - 陳京：廣播主持人、收藏家。
  - 陳樹：政治人物、金融學家，現任中央投資董事長，曾任行政院參事兼秘書室主任、金融監督管理委員會主任委員、台灣證券交易所董事長。
- 3月16日——馬如風：演員。
- 3月19日——何培夫：歷史學者，曾任國立成功大學歷史學系教授。（2022年逝世）
- 3月26日——顏蔡淑惠：政治人物。
- 4月1日——蔡登山：作家、教師、編劇、製片人。
- 4月10日——張榮豐：經濟學家。
- 4月13日——鄭淑麗：多媒體藝術家。
- 4月15日——王夢麟，歌手。著名歌曲有〈雨中即景〉。
- 4月29日——李伯璋：政治人物、醫師，曾任中央健康保險署署長、台南醫院院長。
- 5月1日——方芳：相聲、演員、主持人、模仿藝人。
- 5月3日——
  - 吳仲義：生物學家。
  - 陳明堂：政治人物、檢察官，曾任中華民國法務部代理部長、台灣高等法院檢察署主任檢察官。
- 5月5日——林瑞霞：政治人物、公民科教師。
- 5月13日——陳明文：政治人物，曾任嘉義縣縣長、嘉義縣議員。
- 5月15日——陳春生：法學家。
- 5月18日——廖燦昌：銀行家。
- 5月27日——田秋堇，政治人物。曾任立法委員。
- 5月28日——高植澎，醫師、政治人物。曾任澎湖縣縣長。
- 6月1日——林明義：政治人物。
- 6月6日——沈文程：歌手、演員、主持人。
- 6月9日——李安妮，政治人物。曾任國大代表，前總統李登輝之女。
- 6月24日——張善政，學者、政治人物。曾任行政院院長。
- 6月26日——丁也恬：演員。
- 6月29日——張達文：物理學家。
- 7月2日——陳勝國：演員、編劇、導演。
- 7月4日——巴戈：演員、主持人。
- 7月7日——
  - 費鴻泰，政治人物。現任立法委員。
  - 張花冠：政治人物，是曾振農之妻，曾任立法委員、嘉義縣縣長，也是嘉義縣首位女性縣長。
- 7月12日——
  - 王振堂：企業家，曾任宏碁董事長。
  - 蔡啟芳：政治人物，是蔡易餘之父，曾任立法委員、布袋鎮鎮長。
  - 陳雄文：政治人物，曾任中華民國勞動部部長、台北市副市長、高雄市副市長。
- 7月16日——蘇偉貞，作家。
- 7月20日——羅大佑，歌手、作曲人。
- 7月25日——
  - 蔡振南，台語歌手、演員、主持。
  - 連元章：政治人物，曾任僑務委員會僑務委員。
- 7月28日——陳振川：土木工程學家。
- 7月31日——賀一航，主持人、歌手、演員。（2019年逝世）
- 8月3日——黃德福：政治人物、政治學家，曾任立法委員。
- 8月8日——
  - 林曼麗，藝術教育學者。國立臺北教育大學名譽教授。曾任臺北市立美術館館長、國立故宮博物院院長，現任國家文化藝術基金會董事長。
  - 李屏賓：攝影師。
- 8月19日——彭國華：企業家，是張小燕之夫，曾任滾石唱片副總經理，為飛碟唱片、豐華唱片創辦人。
- 8月22日——鄭戴麗香：政治人物。
- 8月24日——曹爾忠：政治人物，曾任立法委員。
- 8月25日——
  - 阿基師，知名廚師。以長年主持台灣電視烹飪節目及出版教學著作聞名。
  - 李坤城：作詞家、音樂製作人。
- 8月28日——鄭雪慧：護理師。
- 9月1日——丁守中：政治人物。
- 9月10日——潘安邦，歌手。成名曲《外婆的澎湖灣》。（2013年逝世）
- 9月14日——吳錦發，作家。
- 9月16日——
  - 夏錦龍：政治人物。
  - 張哲揚：政治人物，曾任台北市政府秘書長、台北市交通局局長。
- 9月18日——劉文雄，政治人物。曾任立法委員、親民黨副秘書長。（2017年逝世）
- 9月19日——鍾榮峰：生物學家、環保運動人士。
- 9月21日——王泠：籃球教練。
- 9月27日——黃香蓮：演員。
- 9月29日——涂阿玉：高爾夫球運動員。
- 10月1日——李茂生，刑法學者。臺灣大學法律系教授。
- 10月3日——
  - 陳黎，作家、詩人。
  - 詹朝立：詩人。
  - 湯蕙禎：政治人物，曾任立法委員、桃園市民政局局長。
- 10月4日——
  - 薛岳，歌手。（1990年逝世）
  - 寇世勳：演員，是寇家瑞之父。
- 10月10日——龔堯：茶業顧問。
- 10月11日——張佩華：演員。
- 10月16日——朱宗慶，藝術家。朱宗慶打擊樂團創辦人暨藝術總監。
- 10月19日——謝文進，政治人物。現任新竹市議會議長。
- 10月20日——高孟定，政治人物。曾任國民大會代表、立法委員。
- 10月23日——李安，導演。
- 10月29日——顏綠芬：音樂學家。
- 10月30日——杜文卿：政治人物，曾任立法委員、苗栗縣議員、苑裡鎮鎮長。
- 11月3日——林青霞，演員。
- 11月4日——羅基敏：音樂學家。
- 11月5日——張明正：企業家，是趨勢科技創辦人。
- 11月6日——朱高正，學者、政治人物。主攻康德哲學，曾任立法委員。有「台灣第一民主戰艦」之稱。（2021年逝世）
- 11月10日——楊綏生，政治人物。曾任連江縣縣長。
- 11月13日——周伯倫：政治人物。
- 11月17日——
  - 谷音：演員。
  - 李明：政治學家。
- 11月28日——
  - 辜成允，企業家。出身鹿港辜家，辜振甫次子。曾任台灣水泥集團董事長。（2017年逝世）
  - 陳錦錠：政治人物，是張智倫之母。
- 11月29日——邢峰：主持人。
- 11月30日——慕思成：演員。
- 12月1日——黃輝珍：政治人物、記者。
- 12月10日——張友驊，知名軍事記者、軍事評論者。（2024年逝世）
- 12月13日——林美照，演員。
- 12月15日——金燕玲：演員。
- 12月19日——黃大城：歌手，是MIB三重唱成員之一。
- 12月20日——許東雄：游泳教練，是許志傑之父。
- 12月23日——王順昌：政治人物，是王福入之子、王惠美之兄，曾任鹿港鎮鎮民代表。
- 12月26日——羅際琴：軍事人物。

## 逝世
- 3月5日——張福興，音樂家。為臺灣第一位留學日本的音樂家，也培養不少臺灣本土音樂菁英。（1888年出生）
- 3月16日——張志忠，共產黨員、白色恐怖受難者。曾任中共台灣省委副書記兼武裝部長。妄圖赤化台灣被捕後不願投降，遭槍決。（1910年出生）
- 4月10日——簡國賢，白色恐怖受難者（1913年出生）。
- 4月17日——吾雍·雅達烏猶卡那（Uyongu Yata'uyungana），鄒族領袖人物，白色恐怖受難者。遭國民黨政府處決。（1908年出生）
- 4月17日——雅巴斯勇·優路拿納（Yapasuyongʉ Yulunana），鄒族領袖人物，白色恐怖受難者。遭國民黨政府處決。（1924年出生）
- 4月17日——樂信·瓦旦（Losing Watan），大豹共同體遺老，泰雅族領袖人物，白色恐怖受難者。遭國民黨政府處決。（1899年出生）
- 11月3日——陳濟棠，中華民國政治人物（1890年出生）。